# Pehr Benjaminsson
Pehr Benjaminsson, född 27 april 1819 i Tämta socken, Älvsborgs län, död 30 april 1905 i Sandhults församling, Älvsborgs län, var en svensk hemmansägare och riksdagsledamot.
Benjaminsson var hemmansägare i Tämta socken. Han var ledamot av andra kammaren.